# Allan Hellman-priset
Allan Hellman-priset delas årligen ut av RFSL Göteborg sedan 1981. Priset instiftades till minne av Allan Hellman som grundade RFSL 1950. Allan Hellman-priset utdelas till någon som under det gångna året arbetat - i Hellmans anda - för rättigheter för HBTQ-personer.

## Mottagare av priset[1]
- 1981 Wenche Lowzow
- 1982 Fredrik Silverstolpe
- 1983 Ingegärd Glans
- 1984 Kjell Rindar
- 1985 Stig Åke Pettersson
- 1986 Rolf Tengbratt
- 1987 Folke Wedlin
- 1988 Charles Håkansson
- 1989 Bengt Inghammar
- 1990 Eva Brunne
- 1991 Kent Carlsson
- 1992 Anders Gåsland
- 1993 Jonas Gardell och Mark Levengood
- 1994 Riksdagens Lagutskott
- 1995 Andreas Carlgren
- 1996 Eva Dahlgren och Efva Attling
- 1997 Rikard Wolf
- 1998 Elisabet Ohlsson
- 1999 Barbro Westerholm
- 2000 Börje Blomster och Jan Fredrik Schöldström
- 2001 TCO
- 2002 Margareta Lindholm och Arne Nilsson
- 2003 Lars Gårdfeldt
- 2004 Erik Slottner
- 2005 Inget pris delades ut
- 2006 Ronny Tikkanen
- 2007 Olof Svensson
- 2008 Joakim Berlin
- 2009 Berit Larsson
- 2010 Stina Sundberg (postumt)
- 2011 Bettan Andersson och Katrin Enoksson
- 2012 Gunnar Bäckström
- 2013 Samiska demokratiprojektet Queering Sapmí
- 2014 Angelica Löwdin
- 2015 Johanna Marseille